# Городоцький повіт
Городоцький повіт або Повіт Городок (нім. Bezirk Gródek, пол. Powiat gródecki) — історична адміністративно-територіальна одиниця у складі Королівства Галичини і Володимирії, ЗУНР, Польщі, УРСР і дистрикту Галичина. Центром повіту було місто Городок Ягеллонський.

## Королівство Галичини та Володимирії
Провісник пізнішого адміністративного повіту (одночасно адміністративно-судовий орган) «повітове староство Городок» було створене наприкінці 1850 р. і йому підпорядковувались:
- Судовий округ Городок,
- Судовий округ Комарно,
- Судовий округ Янів.

Після проголошення в 1854 р., 29 вересня 1855 р. в межах Львівського округу було створене повітове управління Городка (відповідальне за управління та юрисдикцію).
1867 року до 32 гмін-громад Городоцького повіту (Артищів, Бартатів, Братковичі, Брундорф, Бурґтгаль, Вайсенберг, Вордерберг, Великий Любінь, Воля-Добростанська, місто Городок, Галичани, Добростани, Дроздовичі, Ебенав, Завидовичі, Зашковичі, Зушиці, Кам'янобрід, Керниця, Косівець, Мавковичі, Малий Любінь, Мальчиці Малі зі Стронною, Нойгоф, Оброшине, Повітно, Поріччя Городоцьке, Родатичі, Ставчани, Стоділки, Цунів, Черляни) приєднані частини повітів: Янів (28 гмін: Бірки Домінікальні, Бірки Янівські, Вальддорф, Великополе, Верещиця, Вороців, Дубровиця, Домажир, Залісся, Залужжя, Карачинів, Козичі, Лелехівка, Лозино, Мальчиці, Майдан, Мшана, Оттенгаузен, Поріччя Янівське, Рокитне, Ротенган, Ставки, Страдч, Суховоля, Шенталь, Зелів, Жорниська, містечко Янів, Ямельня, Ясниська), Яворів (3 гміни: Речичани, Гартфельд і Лісновичі), Судова Вишня (6 гмін: Милятин, Бар, Добряни, Путятичі, Долиняни, Вовчухи) і Рудки (гміна Угерці Нєзабитівські).
На 1869 р. в повіті було: 35030 греко-католиків, 12820 римо-католиків, 3 вірмено-католики, 1374 лютерани, 26 кальвіністів, 141 акатолик, 4495 юдеїв. 
У 1880 р. повіт поділявся на 56 кадастральних гмін, складався зі 69 самоврядних громад (гмін) — 2 міських і 67 сільських та 45 фільварків: Артищів з фільварком, Бар і Коців з фільварком, Бартатів з фільварком, Бірки Домінікальні, Бірки Янівські з фільварком, Братковичі з фільварком, Брундорф, Бурґтгаль, Вальддорф, Вайсенберг, Вордерберг, Великий Любінь з фільварком, Великополе з фільварком, Верещиця з фільварком, Вовчухи з фільварком, Воля-Добростанська з фільварком, Вороців, Галичани, Гартфельд, Добростани з фільварком, Добряни з фільварком, Довгомостиська з фільварком, Долиняни з фільварком, Дроздовичі з фільварком, Дубровиця з фільварком, Ебенав, Завидовичі з фільварком, Залісся з фільварком, Залужжя, Зашковичі з фільварком, Зушиці з фільварком, Кам'янобрід з фільварком, Карачинів, Керниця з фільварком, Косівець, Лелехівка з фільварком, Лісновичі з фільварком, Лозино з фільварком, Мавковичі з фільварком, Майдан з фільварком, Малий Любінь з фільварком, Мальчиці з фільварком, Милятин з фільварком, Мшана з фільварком, Нойгоф, Оброшине з фільварком, Оттенгаузен, Повітно з фільварком, Поріччя Городоцьке, Поріччя Янівське з фільварком, Путятичі, Речичани, Родатичі з фільварком, Рокитне з фільварком, Ротенган, Ставки з фільварком, Ставчани з Дубрівкою і Фердинандівкою та з фільварком, Стоділки, Стронна, Страдч з фільварком, Суховоля з фільварком, Угерці Нєзабитівські з фільварком, Цунів з фільварком, Черляни з фільварком, Шенталь, Ямельня з фільварком, Ясниська з фільварком.
Повіт Городок Ягеллонський складався (за переписом населення 1910 року) з 70 гмін (самоврядних громад) і 54 фільварків та займав площу 887 км². Якщо в 1900 році населення налічувало 71 482 особи, у 1910 році тут проживало 79 592 особи. В повіті було 52 743 українці греко-католики (66,3 %), 6 882 євреї становили близько 9 % населення.
Поділ повіту між судами 1910 року:
Судовий повіт Городок Ягеллонський:
- Артищів
- Бар
- Бартатів
- Братковичі
- Брундорф
- Бурґтгаль
- Вайсенберг
- Вордерберг
- Воля-Добростанська
- Вовчухи
- місто Городок Ягеллонський
- Галичанів
- Гартфельд
- Добростани
- Добряни
- Долиняни
- Дроздовичі
- Ебенав
- Завидовичі
- Зашковичі
- Зушиці
- Кам'янобрід
- Керниця
- Косівець
- Лісновичі
- Мавковичі
- Малий Любінь
- Великий Любінь
- Милятин
- Нойгоф
- Оброшине
- Поріччя Любенське
- Повітно
- Путятичі
- Родатичі
- Речичани
- Ставчани
- Стоділки
- Цунів
- Черляни
- Стронна
- Угерці Нєзабитівські

Судовий повіт Янів:
- Вальддорф
- Великополе
- Верещиця
- Вороців,
- Дубровиця
- Домажир
- Жорниська
- Залісся
- Залужжя
- Зелів
- Карачинів
- Лелехівка
- Лозино
- Мальчиці
- Майдан
- Мшана
- Оттенгаузен
- Поріччя Янівське
- Рокитне
- Ротенган
- Ставки
- Страдч
- Суховоля
- Шенталь
- містечко Янів
- Ямельня
- Ясниська

## У складіЗУНР
Повіт входив до Львівської військової області ЗУНР. Повітовим комісаром був адвокат Лонгин Озаркевич (УНДП). Міським комісаром (бургомістром) обраний Микола Мацюрак, професор гімназії. Головою Повітової УНРади обраний д-р Лонгин Озаркевич. В умовах воєнного стану повітовим комісаром для судового повіту Янів був призначений Падох Василь, уродженець с.Бонарівка, біля Ряшева.

## Під польською окупацією
3 грудня 1920 р. після окупації поляками ЗУНРу був включений до новоутвореного Львівського воєводства.
1 лютого 1922 р. розпорядженням Ради Міністрів село Рокитне вилучене з Грудецького повіту і включене до Львівського.
1 квітня 1929 року село Залісся було приєднане до міста Янова.
1 квітня 1930 року села Тучапи і Збадинь-Кутенберг вилучені з Яворівського повіту і включені до Грудецького.
15 червня 1934 р. з Рудківського повіту до Грудецького передане село Годвишня.
Станом на 1934 рік площа Грудецького повіту становила 889 км²; населення (1931 р.) — 85 тис. осіб.

### Зміни адміністративного поділу

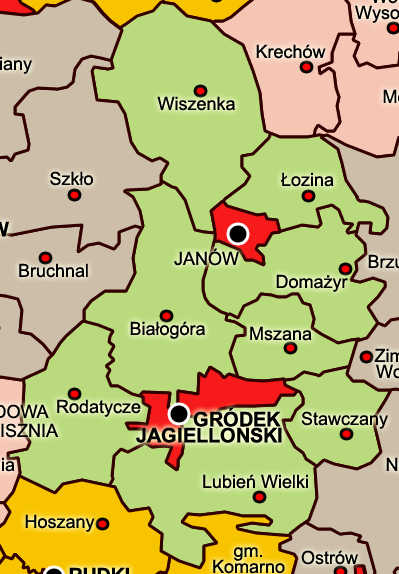
Грудецький повіт

1 серпня 1934 р. здійснено об'єднання сільських гмін у великі сільські гміни — рівнозначні волостям.

#### Міста (Міські ґміни)
1. м. Грудек-Ягелонський (Городок)
2. містечко Янів — місто з 1934 року[13].

#### Сільські гміни
Кількість:
1920—1922 рр. — 67
1922—1929 рр. — 66
1929—1930 рр. — 65
1930—1934 рр. — 66
1934 рік — 68
1934—1939 рр. — 8
| Об'єднані сільські ґміни 1934 року | Об'єднані сільські ґміни 1934 року | Старі сільські ґміни | Кількість |
| ---------------------------------- | ---------------------------------- | --- | --------- |
| 1                                  | Ґміна Бялоґура                     | Бялоґура (Біла Гора), Бурґтгаль, Воля Добростаноска (Воля-Добростанська), Галічанув (Галичани), Гартфельд, Добростани, Дроздовіце (Дроздовичі), Цунюв (Заверещиця), Затока, Зушице (Зущиці), Камєнобруд (Кам'янобрід), Лєсьньовіце (Лісновичі), Жечичани (Речичани)                                                 | 13        |
| 2                                  | Ґміна Вішенка                      | Вальддорф, Верешица, Вішенка (Велика Вишенька), Лєлєхувка (Лелехівка), Майдан | 5         |
| 3                                  | Ґміна Домажир                      | Вєлькополє (Великополе), Вроцув (Вороців), Домажир, Жорніска (Жорниська), Зєлюв (Зелів), Карачинув (Карачинів), Пожече Яновскє (Поряччя), Ротенган, Страдч, Шенталь, Ямельна | 11        |
| 4                                  | Ґміна Лозіна                       | Домбровіца (Дубровиця), Лозіна (Лозино), Ставкі, Ясьніска (Ясниська) | 4         |
| 5                                  | Ґміна Любєнь Вєлькі                | Артищув (Артищів), Брундорф (Керниця), Годвішня (з 15.06.1934), Зашковіце (Зашковичі), Завідовіце (Завидовичі), Кєрніца, Косовєц (Косівець), Любєнь Вєлькі, Любєнь Мали (Малий Любінь), Малковіце (Мавковичі), Нойгоф, Пожече Любєньскє (Поріччя), Ебенав, Стодулкі (Стоділки), Угерце Нєзабитовскє (Угри), Черляни | 16        |
| 6                                  | Ґміна Мшана                        | Залуже (Залужжя), Мальчице (Мальчиці), Мшана, Повітно, Стронна, Суховоля | 6         |
| 7                                  | Ґміна Родатиче                     | Бар, Братковіце (Братковичі), Волчухи (Вовчухи), Добжани (Добряни), Доліняни, Збадинь-Куттенберґ (з 01.04.1930), Мілятин, Путятиче (Путятичі), Родатиче (Родатичі), Тучапи (з 01.04.1930) | 10        |
| 8                                  | Ґміна Ставчани                     | Бартатув (Бартатів), Оброшин, Ставчани | 3         |
| передано до Львівського повіту     | передано до Львівського повіту     | Рокитне (до 01.12.1922) | 1         |

### Перейменування
Рішенням міністра внутрішніх справ 11 березня 1939 року змінені німецькі назви на польські:
- Замчиско (пол. Zamczysko) замість Бурґтгаль (нім. Burghtal)
- Подзамчиско (пол. Podzamczysko) замість Под Бурґталєм (пол. Pod Burghtalem)
- Нови Двур Угерскі (пол. Nowy Dwór Ugierski) замість Нойгоф (нім. Neuhof)
- Збадинь-Малінувка (пол. Zbadyń-Malinówka) замість Збадинь-Кутенберґ (пол. Zbadyń-Kuttenberg)
- Лясовце (пол. Lasowce) замість Вальддорф (нім. Walddorf)
- Урочиско (пол. Uroczysko) замість Шенталь (нім. Schönthal)

Рішенням міністра внутрішніх справ 4 травня 1939 року змінені німецькі назви поселень (колоній) на польські:
- Стодулкі Нове (пол. Stodółki Nowe) замість Ебенав (нім. Ebenau)
- Турчин (пол. Turczyn) замість Гартфельд (нім. Hartfeld)

### Населення
У 1907 році українці-грекокатолики становили 66 % населення повіту.
У 1939 році в повіті проживало 92 610 мешканців (63 400 українців-грекокатоликів — 68.46 %, 6 510 українців-латинників — 7 %, 15 430 поляків — 16,66 %, 325 польських колоністів міжвоєнного періоду — 0,35 %, 5 190 євреїв — 5,6 % і 1 755 німців та інших національностей — 1,9 %).
Публіковані польським урядом цифри про національний склад повіту за результатами перепису 1931 року (з 93 970 населення ніби-то було аж 33 228 (39,09 %) поляків при 47 812 (56,24 %) українців, 2 975 (3,5 %) євреїв і 846 (0,99 %) німців) суперечать даним, отриманим від місцевих жителів (див. вище), допольським (австрійським 1907 року) та післяпольським (радянським 1940 і німецьким 1942) пропорціям.

## Радянський період
27 листопада 1939 р. повіт включено до новоутвореної Львівської області.
17 січня 1940 р. повіт ліквідований шляхом поділу на райони — кожен із кількох ґмін:
- Городокський — з міської ґміни Городок Ягеллонський та сільських ґмін Любєнь Вєлькі, Родатиче і Ставчани;
- Янівський — з міської ґміни містечко Янів та сільських ґмін Бялоґура, Вішенка, Домажир, Лозіна і Мшана.

## Третій Райх
Німецькою окупаційною владою 1.08.1941 відновлений повіт, відновлений був також і поділ на ґміни. Городоцький повіт 11.08.1941 разом з Яворівським повітом підпорядковано окружному староству і об'єднанню гмін Лемберг-Гродек (нім. Kreishauptmannschaft und Gemeindeverband Lemberg-Land). На чолі стояв окружний староста — крайсгауптман. В окружному старостві Лемберг-Гродек цю посаду з 15 вересня 1941 займав адвокат Штокгек (нім. Stockhoeck), який водночас був крайсгауптманом крайскомісаріату Судова Вишня. Адміністративним центром було місто Львів.
Пізніше окружне староство Лемберг-Гродек було перейменовано на окружне староство Лемберг-Ланд-Схід (нім. Kreishauptmannschaft Lemberg-Land-Ost). 1 квітня 1942 шляхом об'єднання окружних староств Лемберг-Ланд-Схід і Лемберг-Ланд-Захід та крайскомісаріату Судова Вишня було утворено т. зв. «Львівську заміську округу» (нім. Kreishauptmannschaft Lemberg-Land) або ж «Львівське окружне староство». З 1 червня 1943 керівником об'єднаного окружного староства став оберландрат барон Йоахім фон дер Лаєн. 1 липня 1943 створено Бібрківський, Городоцький, Судововишнянський і Жовківський повітові комісаріати (нім. Landkommissariate Bóbrka, Gródek, Sadowa Wisznia, Zolkiew).
Після повторної радянської окупації на початку серпня 1944 р., радянською владою повіт знову був поділений на райони.